# Julietta Quiroga
Julietta Quiroga Cavalli (* 1. November 1988 in Crossnore, North Carolina, Vereinigte Staaten) ist eine argentinische Skirennläuferin, welche im Jahr 2014 an den Olympischen Winterspielen teilnahm. Sie startet für den Club Andino Bariloche.

## Karriere
Sie wurde vom Argentinian Olympic Committee für die Olympischen Winterspiele 2014 im russischen Sotschi nominiert. Dort nahm sie am Slalom und am Riesenslalom teil. Sowohl im Slalom wie auch im Riesenslalom schied sie im jeweils ersten Lauf vor dem Ziel aus.